# Sawangan (Alian)
Sawangan is een bestuurslaag in het regentschap Kebumen van de provincie Midden-Java, Indonesië. Sawangan telt 3179 inwoners (volkstelling 2010).